# Consorcio de Extinción de Incendios y Salvamento de la Región de Murcia
El Consorcio de Extinción de Incendios y Salvamento de la Región de Murcia (CEIS) es el encargado de la gestión del servicio de prevención, extinción de incendios y salvamento en casi la totalidad de la Región de Murcia. Fue creado en el año 1992 y está integrado por la Comunidad Autónoma y 43 de los 45 ayuntamientos de la Región, ya que los municipios de Murcia y Cartagena cuentan con cuerpo de bomberos propio.

## Parques de Bomberos
Los parques del Consorcio están situados en:
- Abanilla
- Águilas
- Alcantarilla
- Alhama de Murcia-Totana
- Caravaca de la Cruz
- Cieza
- Jumilla
- Lorca
- Los Alcázares (con el nombre de parque de bomberos Mar Menor)
- Mazarrón
- Molina de Segura
- Mula
- San Javier (con el nombre de parque de bomberos La Manga)
- Yecla

Además, el CEIS cuenta con un retén en San Pedro del Pinatar y un grupo de rescate aéreo ubicado en la Base Aérea de Alcantarilla. Además, de contar con una primera intervención operada por voluntarios de protección civil en La Unión.